# Reynald Angot
Pour les articles homonymes, voir Angot.
Reynald Angot est un cavalier de saut d'obstacles français né le 6 décembre 1975 à Saint-Lô.
Né dans le monde du cheval, il commence la compétition internationale en 1991 à Reims avec les Juniors. Ses trois frères Grégory, Cédric et Florian ainsi que sa belle-sœur Eugénie (fille de Michel Legrand), sont aussi cavaliers de saut d'obstacles de haut niveau.

## Palmarès mondial
- 1996 : médaille d'argent individuelle aux championnats d'Europe des Jeunes cavaliers à Klagenfurt en Allemagne avec Rosire.
- 2002 : médaille d'or par équipe aux Jeux équestres mondiaux de Jerez de la Frontera en Espagne avec Tlaloc M.
- 2003 : médaille d'argent par équipe aux championnats d'Europe de Donaueschingen en Allemagne avec Tlaloc M.

## Principaux résultats[2],[3]
- 1993 : champion de France Junior avec Paoly
- 1995 : 3e du Championnat de France de 2e catégorie à Fontainebleau avec Varengere
- 1996 : vice-champion d’Europe Jeune Cavalier à Klagenfurt (Autriche) et 3e du Championnat de France de 2e catégorie à Fontainebleau avec Rosire*HN
- 1997 : 3e du Critérium Seniors avec Rosire*HN
- 2000 : 7e du Critérium du Championnat de France à Fontainebleau avec Patchoulit Kesterbeekbos
- 2001 : champion du Monde des Étalons Jeunes Chevaux à Lanaken (Belgique) avec Tlaloc M (Dollar dela Pierre)
- 2002 : 3e de la finale de la Coupe des Nations de Donaueschingen (Allemagne) et Médaille d’or par équipe aux Jeux équestres mondiaux de Jerez de la Frontera (Espagne) avec Tlaloc M (Dollar dela Pierre)
- 2003 :  1er de la Coupe des Nations du CSIO-5* de La Baule, 3e de la Coupe des Nations du CSIO-5* de Saint-Gall (Suisse)), 2e  de la Coupe des Nations du CSIO-5* de Hickstead (Grande-Bretagne), 5e de la Coupe des Nations et 14e du Grand Prix du CSIO-5* d’Aix-la-Chapelle (Allemagne), 5e de la Coupe des Nations du CSIO-5* de Spruce Meadows (Canada), Vice-champion de France Pro1 à Fontainebleau, 2e du Grand Prix du CSI-4* de Paris (France) et membre de l’équipe vainqueur de la Samsung Super Ligue avec Tlaloc M (Dollar dela Pierre)
- 2004 : 6e du Grand Prix Coupe du Monde du CSI-W de Bordeaux avec Tlaloc M (Dollar dela Pierre), 2e du Grand Prix du CSIO-5* de Lucerne (Suisse) et membre de l’équipe vainqueur de la Samsung Super Ligue avec Tlaloc M (Dollar dela Pierre)
- 2005 : 7e du Grand Prix du CSI-3* de Royan avec Jarnac
- 2010 : 1er du Grand Prix du CSI-3* de Nantes avec Jumper Paluelle
- 2012 : 1er du Grand Prix du CSI-3* de Canteleu avec Opéra des Loges
- 2013 : 1er du Grand Prix du CSI-3* de Canteleu avec Opéra des Loges